# Amine Naïfi
Amine Naïfi (* 19. Dezember 1999 in Sarre-Union) ist ein französisch-marokkanischer Fußballspieler.

## Karriere
Naïfi stammt aus der Jugend des CSO Amnéville und war ab 2017 auch zwei Jahre für dessen Seniorenmannschaft aktiv. Nachdem er von 2019 bis 2021 zu 21 Einsätzen in der fünftklassigen National 3 für den US Sarre-Union gekommen war, wechselte er zum Viertligisten SC Schiltigheim. Nach einer Spielzeit wechselte er zurück zum US Sarre-Union. Im Januar 2023 wechselte er nach Luxemburg zum Erstligisten FC Differdingen 03. Dort kam er neben 12 Ligaspielen, dem nationalen Pokalsieg auch zu zwei Einsätzen in der Qualifikation zur UEFA Europa Conference League 2023/24.
Den Saisonstart noch für Differdingen bestritten, wurde er Anfang September 2023 für den Rest der Saison nach Deutschland zum Drittligisten 1. FC Saarbrücken verliehen. Am 3. Oktober 2023 erzielte er mit einer direkt verwandelten Ecke sein erstes Tor für seinen neuen Verein. Im DFB-Pokal erreichte er das Halbfinale, schoss beim 2:1-Sieg in der vorherigen Runde gegen Borussia Mönchengladbach ebenfalls ein Tor und gewann am Ende der Spielzeit außerdem noch den Saarlandpokal. Am 1. Juli 2024 wurde der Mittelfeldakteur dann fest von Saarbrücken verpflichtet.

## Erfolge
- Luxemburgischer Pokalsieger: 2023
- Luxemburgischer Meister: 2024
- Saarlandpokalsieger: 2024